# Marian Mokrzycki
Marian Leoncjusz Mokrzycki, ps. Bicz (ur. 13 stycznia 1901, zm. 18 września 1944 w Warszawie) – polski porucznik, pedagog, w powstaniu warszawskim dowódca VIII Zgrupowania „Bicz” Armii Krajowej walczącego na Powiślu.
Od września 1939 był pierwszym dyrektorem  Zespołu Szkół nr 11 im. Władysława Grabskiego.
Podczas okupacji niemieckiej działał w podziemiu zbrojnym. Był m.in. nauczycielem matematyki i dyrektorem szkoły średniej Towarzystwa Krzewienia Wiedzy Handlowej przy ul. Królewskiej 16, a także współorganizatorem tajnej podchorążówki. W szkole, której był dyrektorem organizował tajne nauczanie.
Poległ 18 września 1944 w walkach na przyczółku czerniakowskim w rejonie ul. Solec 53/55.